# Раков Григорій Петрович
Григорій Петрович Раков (1896, село Єрликово Мединського повіту Калузької губернії, тепер Калузької області, Російська Федерація — 1959, місто Петропавловськ, Республіка Казахстан) — радянський партійний діяч, в.о. 1-го секретаря Оренбурзького обласного комітету ВКП(б). Депутат Верховної Ради СРСР 1-го скликання.

## Біографія
Народився в родині робітника-мармурника. З вересня 1907 по серпень 1915 року — учень продавця, продавець магазину готового одягу в Москві.
У серпні 1915 — січні 1918 року — рядовий, старший унтер-офіцер, командир взводу 208-го запасного батальйону, 217-го піхотного Ковровського полку, 11-го запасного полку російської армії на Західному фронті, в містах Рязані, Брянську та Гжатську. Учасник Першої світової війни.
У січні 1918 — квітні 1919 року — рядовий, командир взводу вартової роти при Гжатському повітовому військкоматі Смоленської губернії.
У квітні 1919 — січні 1921 року — командир взводу, помічник командира роти 1-го запасного полку 5-ї армії РСЧА на Східному фронті в Сизрані, Уфі, Челябінську, Барнаулі.
Член РКП(б) з листопада 1919 року.
У січні 1921 — лютому 1922 року — командир взводу, помічник командира роти, помічник військового комісара, військовий комісар бригади 258-го стрілецького полку і 85-ї навчальної кадрової бригади в Семипалатинську, Славгороді Томської губернії, Омську.
У лютому — вересні 1922 року — курсант вищої стрілецької школи в Москві.
У вересні 1922 — липні 1923 року — завідувач зброї 102-го Московського батальйону особливого призначення.
У липні 1923 — травні 1925 року — секретар осередку РКП(б) в селі Єрликово Мединського повіту Калузької губернії.
У травні 1925 — березні 1926 року — голова Троїцького волосного виконавчого комітету Мединського повіту Калузької губернії.
У березні — грудні 1926 року — відповідальний інструктор Калузького губернського комітету ВКП(б).
У грудні 1926 — жовтні 1927 року — відповідальний секретар Масальського повітового комітету ВКП(б) Смоленської губернії.
У жовтні 1927 — вересні 1928 року — завідувач організаційного відділу Мятлевського повітового комітету ВКП(б) Калузької губернії.
У вересні 1928 — липні 1929 року — завідувач відділу з роботи на селі Калузького губернського комітету ВКП(б). У липні 1929 — лютому 1930 року — завідувач організаційного відділу Калузького окружного комітету ВКП(б).
З лютого по вересень 1930 року був слухачем курсів із підготовки до вузу в місті Калузі.
У вересні 1930 — квітні 1933 року — студент Сільськогосподарської академії імені Тімірязєва в Москві, закінчив три курси.
У квітні 1933 — лютому 1935 року — начальник політичного відділу Шацької машинно-тракторної станції Московської області.
У лютому 1935 — травні 1937 року — 1-й секретар Пітелинського районного комітету ВКП(б) Московської області.
13 серпня — жовтень 1937 року — 2-й секретар Московського обласного комітету ВКП(б).
1 жовтня 1937 — травень 1938 року — в.о. 1-го секретаря Оренбурзького обласного і міського комітетів ВКП(б).
У червні 1938 — квітні 1939 року — директор 1-ї машинно-тракторної станції Волоколамського району Московської області.
У квітні — грудні 1939 року — начальник сектору Головного управління цукрової промисловості, у січні 1940 — серпні 1941 року — начальник відділу кадрів Головного управління цукрово-рафінадної промисловості Народного комісаріату харчової промисловості СРСР.
У серпні 1941 — грудні 1942 року — керуючий Головного управління тютюново-махорочної промисловості («Головтютюн») Народного комісаріату харчової промисловості СРСР в місті Махачкалі.
У грудні 1942 — серпні 1948 року — завідувач сектору партійних кадрів Північно-Казахстанського обласного комітету КП(б) Казахстану.
У серпні 1948 — листопаді 1949 року — керуючий Казахського республіканського тресту із заготівлі, первинній обробці і ферментації тютюнової сировини («Казтютюнсировина») в місті Петропавловську Казахської РСР.
У листопаді 1949 — березні 1950 року — контролер виконання Петропавловського заводу малолітражних двигунів Казахської РСР.
З березні 1950 року не працював через хворобу. Помер у 1959 році в місті Петропавловську Казахської РСР.

## Нагороди
- орден Леніна (7.05.1934)
- медалі